# Nostell
Nostell – wieś w Anglii, w hrabstwie ceremonialnym West Yorkshire, w dystrykcie metropolitalnym Wakefield. Leży 20 km na południowy wschód od miasta Leeds i 253 km na północ od Londynu.